# Правило Фаренгольця
Правило Фаренгольця (англ. Fahrenholz's rule) — гіпотеза, відповідно до якого еволюція групи постійних паразитів відбувається зв'язано з еволюцією організмів-хазяїв, тобто споріднені види паразитів паразитують на близьких видах хазяїв. Ця теорія може розглядатися як елемент концепції коеволюції.
Останнім часом спостерігається ріст зацікавленості до досліджень пов'язаних з екологією і коеволюцією гельмінтів з їхніми хребетними тваринами-хазями.
Оглядова стаття містить багато прикладів на підтримку цієї гіпотези.
Класичним, азбучним прикладом дії правила Фаренгольця є випадок з фламінго, яких, одні автори відносять до ряду лелекоподібних (Ciconiiformes), в той час як інші орнітологи вважають їх представниками ряду гусеподібних (Anseriformes). Три з чотирьох родів вошей фламінго (Trinoton, Anatoecus і Anaticola) є вузько спеціалізованими до гусеподібних і фламінго, в той час як четвертий рід (Colpocephalum) — генераліст, його паразитофауна доводить, що існують вагомі доводи щодо тісних філогенетичних зв'язків між гусями і фламінго